# Acomys subspinosus
Acomys subspinosus é uma espécie de roedor da família Muridae, encontrado apenas na África do Sul. Seus habitats naturais são matagais mediterrânicos e áreas rochosas.